# Parole (Software)
Parole ist ein Multimediaspieler, der für die Desktopumgebung Xfce geschrieben wurde. Er basiert auf GStreamer und kann somit eine Vielzahl von Dateien abspielen. Wie die meisten Xfce-Programme ist auch Parole mit Plug-ins erweiterbar und stellt ein Browser-Plugin im Netscape-Format bereit. Hinzu bietet er noch die folgenden Funktionen:

## Funktionen
- Wiedergabe von jeder Datei, die von GStreamer und dessen Plugins unterstützt wird
- Playlist-Unterstützung
- Automatisches Laden von Untertiteln
- libnotify-Unterstützung
- Fernbedienbar durch die Kommandozeile
- Unterstützung von Multimediatasten
- in ISO-Abbildern enthaltene unterstützte Dateien können abgespielt werden